# Hiroshi Matsuda
Hiroshi Matsuda (松田浩?, Matsuda Hiroshi; Nagasaki, 2 settembre 1960) è un allenatore di calcio ed ex calciatore giapponese, di ruolo difensore, tecnico del Gamba Osaka.